# Prins Tjiueza
Prins Tjiueza, né le 12 mars 2002 à Walvis Bay, est un footballeur international namibien. Il joue au poste de milieu offensif au Cape Town City Football Club .

## Biographie

### En sélection
Il fait ses débuts en sélection le 28 mars 2021, lors d'un match comptant pour les qualifications à la CAN 2021 contre la Guinée (victoire 2-1).
Il dispute ensuite la Coupe COSAFA 2021 organisée en Afrique du Sud. Il ne joue qu'un seul match lors de ce tournoi.  En décembre 2023, il est retenu dans la liste des vingt-sept joueurs namibiens sélectionnés par Collin Benjamin pour disputer la Coupe d'Afrique des nations 2023.